# Mark Harris (calciatore)
Mark Thomas Harris (Swansea, 29 dicembre 1998) è un calciatore gallese, attaccante dell'Oxford Utd.

## Carriera

### Club
Cresciuto nel settore giovanile del Cardiff City, debutta in prima squadra l'8 gennaio 2017 in occasione dell'incontro di FA Cup perso 2-1 contro il Fulham. Cinque giorni dopo firma il suo primo contratto professionistico con il club gallese. Il 22 aprile dello stesso anno fa il suo esordio in Championship in occasione del pareggio per 0-0 in casa del Wigan.
Il 2 agosto 2018 viene ceduto in prestito al Newport County.
Il 23 gennaio 2019 viene ceduto in prestito al Port Vale.
Il 24 giugno 2019 viene ceduto a titolo temporaneo al Wrexham.
Al termine del terzo prestito fa ritorno al Cardiff, con cui rinnova il proprio contratto in data 13 agosto 2020.

### Nazionale
Ha giocato nelle nazionali giovanili gallesi Under-17, Under-19, Under-20 ed Under-21.
Il 30 agosto 2021 viene convocato per la prima volta in nazionale maggiore. Cinque giorni dopo esordisce con la nazionale gallese in occasione del match di qualificazione per i Mondiali 2022 vinto 2-3 contro la Bielorussia.

## Statistiche

### Presenze e reti nei club
Statistiche aggiornate al 20 novembre 2022.
| Stagione            | Squadra             | Campionato          | Campionato | Campionato | Coppe nazionali | Coppe nazionali | Coppe nazionali | Coppe continentali | Coppe continentali | Coppe continentali | Altre coppe | Altre coppe | Altre coppe | Totale | Totale |
| Stagione            | Squadra             | Comp                | Pres       | Reti       | Comp            | Pres            | Reti            | Comp               | Pres               | Reti               | Comp        | Pres        | Reti        | Pres   | Reti   |
| ------------------- | ------------------- | ------------------- | ---------- | ---------- | --------------- | --------------- | --------------- | ------------------ | ------------------ | ------------------ | ----------- | ----------- | ----------- | ------ | ------ |
| 2016-2017           | Cardiff City        | FLC                 | 2          | 0          | FACup+CdL       | 0               | 0               | -                  | -                  | -                  | -           | -           | -           | 2      | 0      |
| 2017-2018           | Cardiff City        | FLC                 | 0          | 0          | FACup+CdL       | 1+0             | 0               | -                  | -                  | -                  | -           | -           | -           | 1      | 0      |
| 2018-gen. 2019      | Newport County      | FL2                 | 16         | 2          | FACup+CdL       | 1+0             | 0               | -                  | -                  | -                  | FLT         | 3           | 1           | 20     | 3      |
| gen.-giu. 2019      | Port Vale           | FL2                 | 6          | 0          | FACup+CdL       | -               | -               | -                  | -                  | -                  | FLT         | -           | -           | 6      | 0      |
| 2019-2020           | Wrexham             | NL                  | 24         | 3          | FACup           | 1               | 0               | -                  | -                  | -                  | FAT+CC      | 1+0         | 0           | 26     | 3      |
| 2020-2021           | Cardiff City        | FLC                 | 16         | 3          | FACup+CdL       | 1+0             | 0               | -                  | -                  | -                  | -           | -           | -           | 17     | 3      |
| 2021-2022           | Cardiff City        | FLC                 | 34         | 3          | FACup+CdL       | 2+1             | 1+0             | -                  | -                  | -                  | -           | -           | -           | 37     | 4      |
| 2022-2023           | Cardiff City        | FLC                 | 21         | 3          | FACup+CdL       | 0+1             | 0               | -                  | -                  | -                  | -           | -           | -           | 22     | 3      |
| Totale Cardiff City | Totale Cardiff City | Totale Cardiff City | 63         | 9          |                 | 6               | 1               |                    | -                  | -                  |             | -           | -           | 19     | 10     |
| Totale carriera     | Totale carriera     | Totale carriera     | 109        | 14         |                 | 8               | 1               |                    | -                  | -                  |             | 4           | 1           | 121    | 16     |

### Cronologia presenze e reti in nazionale
| Cronologia completa delle presenze e delle reti in nazionale ― Galles | Cronologia completa delle presenze e delle reti in nazionale ― Galles | Cronologia completa delle presenze e delle reti in nazionale ― Galles | Cronologia completa delle presenze e delle reti in nazionale ― Galles | Cronologia completa delle presenze e delle reti in nazionale ― Galles | Cronologia completa delle presenze e delle reti in nazionale ― Galles | Cronologia completa delle presenze e delle reti in nazionale ― Galles | Cronologia completa delle presenze e delle reti in nazionale ― Galles |
| Data                                                                  | Città                                                                 | In casa                                                               | Risultato                                                             | Ospiti                                                                | Competizione                                                          | Reti                                                                  | Note                                                                  |
| --------------------------------------------------------------------- | --------------------------------------------------------------------- | --------------------------------------------------------------------- | --------------------------------------------------------------------- | --------------------------------------------------------------------- | --------------------------------------------------------------------- | --------------------------------------------------------------------- | --------------------------------------------------------------------- |
| 5-9-2021                                                              | Kazan'                                                                | Bielorussia                                                           | 2 – 3                                                                 | Galles                                                                | Qual. Mondiali 2022                                                   | -                                                                     | 57’                                                                   |
| 8-9-2021                                                              | Cardiff                                                               | Galles                                                                | 0 – 0                                                                 | Estonia                                                               | Qual. Mondiali 2022                                                   | -                                                                     | 63’                                                                   |
| 11-10-2021                                                            | Tallinn                                                               | Estonia                                                               | 0 – 1                                                                 | Galles                                                                | Qual. Mondiali 2022                                                   | -                                                                     | 71’                                                                   |
| 29-3-2022                                                             | Cardiff                                                               | Galles                                                                | 1 – 1                                                                 | Rep. Ceca                                                             | Amichevole                                                            | -                                                                     | 81’                                                                   |
| 1-6-2022                                                              | Breslavia                                                             | Polonia                                                               | 2 – 1                                                                 | Galles                                                                | UEFA Nations League 2022-2023 - 1º turno                              | -                                                                     | 46’                                                                   |
| 9-9-2024                                                              | Nikšić                                                                | Montenegro                                                            | 1 – 2                                                                 | Galles                                                                | UEFA Nations League 2024-2025 - 1º turno                              | -                                                                     | 80’                                                                   |
| 14-10-2024                                                            | Cardiff                                                               | Galles                                                                | 1 – 0                                                                 | Montenegro                                                            | UEFA Nations League 2024-2025 - 1º turno                              | -                                                                     | 89’                                                                   |
| 16-11-2024                                                            | Kayseri                                                               | Turchia                                                               | 0 – 0                                                                 | Galles                                                                | UEFA Nations League 2024-2025 - 1º turno                              | -                                                                     | 46’                                                                   |
| 19-11-2024                                                            | Cardiff                                                               | Galles                                                                | 4 – 1                                                                 | Islanda                                                               | UEFA Nations League 2024-2025 - 1º turno                              | -                                                                     | 65’                                                                   |
| 22-3-2025                                                             | Cardiff                                                               | Galles                                                                | 3 – 1                                                                 | Kazakistan                                                            | Qual. Mondiali 2026                                                   | -                                                                     | 62’                                                                   |
| 9-6-2025                                                              | Bruxelles                                                             | Belgio                                                                | 4 – 3                                                                 | Galles                                                                | Qual. Mondiali 2026                                                   | -                                                                     | 63’                                                                   |
| Totale                                                                |                                                                       | Presenze                                                              | 11                                                                    |                                                                       | Reti                                                                  | 0                                                                     |                                                                       |